# Hořepnička
Hořepnička (Lomatogonium) je rod rostlin z čeledi hořcovité. Jsou to jednoleté nebo vytrvalé byliny s jednoduchými vstřícnými listy. Květy jsou pravidelné, většinou pětičetné. Rod zahrnuje asi 20 druhů a je rozšířen v Evropě, Asii, Severní Americe a Africe. V Evropě rostou 2 druhy, jeden v Alpách a Karpatech a druhý v nejsevernější Evropě. Hořepničky se vyskytují ponejvíce v arktických a alpínských oblastech.

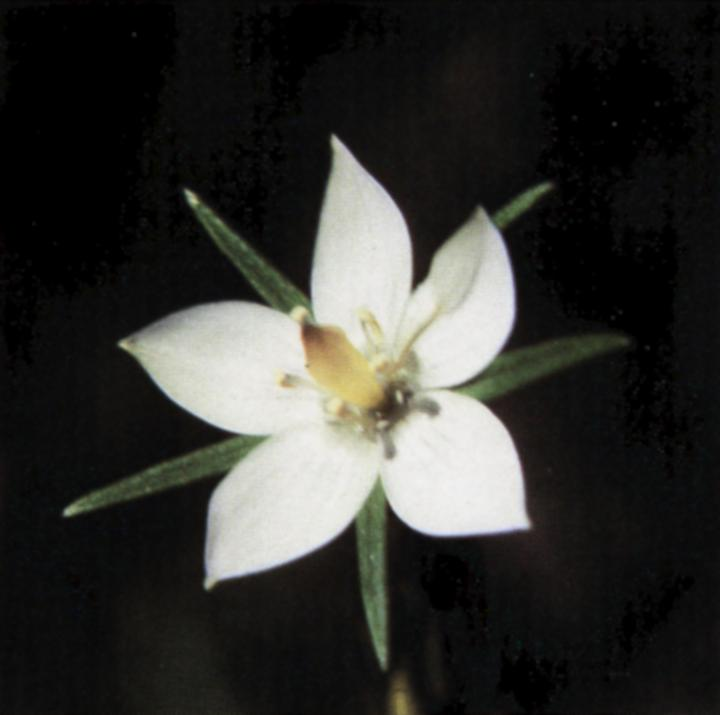
Květ Lomatogonium rotatum

## Popis
Hořepničky jsou jednoleté nebo vytrvalé byliny s plazivou, vystoupavou nebo přímou, jednoduchou nebo větvenou lodyhou. Květy jsou většinou pětičetné, zřídka čtyřčetné nebo naopak až desetičetné, stopkaté, uspořádané v chudých nebo bohatých, úžlabních nebo koncových vrcholících, případně jednotlivé a vrcholové. Kalich je členěný téměř k bázi nebo tvoří zřetelnou kališní trubku. Koruna je kolovitá, na bázi každého korunního lístku jsou 2 nektária. Tyčinky přirůstají na bázi korunní trubky, mají poněkud zploštělé nitky a většinou modré prašníky. Semeník je srostlý ze 2 plodolistů a obsahuje jedinou komůrku s mnoha vajíčky. Blizna je přisedlá a sbíhající po švech semeníku, čnělka chybí. Plodem je tobolka pukající 2 chlopněmi a obsahující mnoho téměř hladkých semen.

## Rozšíření
Rod zahrnuje asi 18 až 24 druhů. Je rozšířen v Evropě, Asii, Severní Americe a omezeně v Africe. Převážná většina druhů se vyskytuje v Himálaji a Číně. Centrum největší druhové diverzity je v horách Čchin-ling a Cheng-tuan. Některé druhy vystupují až do nadmořských výšek nad 5000 metrů. Jediný africký druh (L. pleurogynoides) byl do rodu Lomatogonium přeřazen v roce 2013 z rodu kropenáč (Swertia). Vyskytuje se v Malawi a Mosambiku.
V Evropě rostou 2 druhy. Lomatogonium carinthiacum se vyskytuje v Alpách a Karpatech, dále v Turecku, na Kavkaze a přes Sibiř, Střední Asii a Himálaj až po Japonsko. Další druh, L. rotatum, roste na Islandu a v severním Rusku, v Asii je pak rozšířen až po ruský Dálný východ a Čínu a roste jako jediný zástupce rodu i v Severní Americe a v Grónsku.

## Taxonomie
Rod Lomatogonium je v rámci čeledi hořcovité řazen do tribu Gentianeae a subtribu Swertiinae. Nejblíže příbuznými skupinami jsou dle výsledků molekulárních studií rody hořeček (Gentianella), hořkavka (Comastoma) a někteří zástupci silně polyfyletického rodu kropenáč (Swertia).
Celkem 2 madagaskarské druhy byly přeřazeny do nového rodu Klackenbergia.